# Bożidar Czorbadżijski
Bożidar Brankow Czorbadżijski (bułg. Божидар Бранков Чорбаджийски, ur. 8 sierpnia 1995 w Sofii) – bułgarski piłkarz występujący na pozycji obrońcy w reprezentacji Bułgarii.

## Kariera piłkarska
Swoją karierę piłkarską Czorbadżijski rozpoczął w klubie CSKA Sofia. W 2013 roku stał się członkiem pierwszego zespołu. 25 maja 2013 zadebiutował w nim w pierwszej lidze bułgarskiej w przegranym 1:2 wyjazdowym meczu z Łokomotiwem Sofia. W sezonie 2014/2015 CSKA zostało zdegradowane do trzeciej ligi. W sezonie 2016/2017 ponownie zagrał z CSKA w pierwszej lidze.

## Kariera reprezentacyjna
W reprezentacji Bułgarii Czorbadżijski zadebiutował 6 września 2016 w wygranym 4:3 meczu eliminacji do Mistrzostw Świata 2016 z Luksemburgiem, rozegranym w Sofii.

## Statystyki kariery

### Statystyki klubowe
| Klub               | Sezon              | Liga               | Liga    | Liga   | Puchar kraju | Puchar kraju | Kontynentalne | Kontynentalne | Suma    | Suma   |
| Klub               | Sezon              | Poziom             | Występy | Bramki | Występy      | Bramki       | Występy       | Bramki        | Występy | Bramki |
| ------------------ | ------------------ | ------------------ | ------- | ------ | ------------ | ------------ | ------------- | ------------- | ------- | ------ |
| CSKA Sofia         | 2012/2013          | A PFG              | 1       | 0      | 0            | 0            | 0             | 0             | 1       | 0      |
| CSKA Sofia         | 2013/2014          | A PFG              | 0       | 0      | 0            | 0            | –             | –             | 0       | 0      |
| CSKA Sofia         | 2014/2015          | A PFG              | 0       | 0      | 0            | 0            | 0             | 0             | 0       | 0      |
| CSKA Sofia         | 2015/2016          | W AFG              | 26      | 0      | 9            | 1            | –             | –             | 35      | 1      |
| CSKA Sofia         | 2016/2017          | A PFL              | 31      | 3      | 1            | 0            | –             | –             | 32      | 3      |
| CSKA Sofia         | 2017/2018          | A PFL              | 27      | 4      | 3            | 0            | –             | –             | 30      | 4      |
| CSKA Sofia         | 2018/2019          | A PFL              | 29      | 1      | 3            | 0            | 5             | 0             | 37      | 1      |
| CSKA Sofia         | 2019/2020          | A PFL              | 3       | 0      | 0            | 0            | 1             | 0             | 4       | 0      |
| CSKA Sofia         | Łącznie            | Łącznie            | 117     | 8      | 16           | 1            | 6             | 0             | 139     | 9      |
| FCSB (wyp.)        | 2019/2020          | Liga I             | 3       | 0      | 1            | 0            | 0             | 0             | 4       | 0      |
| Stal Mielec        | 2020/2021          | Ekstraklasa        | 20      | 0      | 0            | 0            | –             | –             | 20      | 0      |
| Stal Mielec        | 2021/2022          | Ekstraklasa        | 22      | 1      | 1            | 0            | –             | –             | 23      | 1      |
| Łącznie w karierze | Łącznie w karierze | Łącznie w karierze | 162     | 9      | 18           | 1            | 6             | 0             | 186     | 9      |

### Statystyki reprezentacyjne
| Rok     | Występy | Bramki |
| ------- | ------- | ------ |
| 2016    | 1       | 0      |
| 2017    | 3       | 0      |
| 2018    | 4       | 0      |
| 2019    | 1       | 0      |
| 2022    | 2       | 0      |
| Łącznie | 11      | 0      |

## Sukcesy
CSKA Sofia
- Puchar Bułgarii: 2015/16

FCSB
- Puchar Rumunii: 2019/20